# کلر نات
کلر نات (انگلیسی: Clare Nott؛ زادهٔ ۱۱ اوت ۱۹۸۶) ورزشکار بسکتبال اهل استرالیا است.
وی در مسابقات کشوری و بین‌المللی در مجموع برندهٔ ۱ مدال نقره، ۱ مدال برنز شده‌است.